# Karl Kormes
Karl Kormes (* 23. März 1915 in Berlin; † 9. April 1995 ebenda) war ein deutscher Widerstandskämpfer gegen den Nationalsozialismus und Diplomat der Deutschen Demokratischen Republik (DDR). Er war von 1969 bis 1973 in Jugoslawien und von 1979 bis 1981 in Ecuador Botschafter der DDR.

## Leben

### Widerstandskämpfer und Emigrant während des Nationalsozialismus
Kormes, Sohn einer Putzmacherin und eines jüdischen Uhrmachers und Juweliers, besuchte bis 1928 die Jüdische Knabenschule und die Oberrealschule in Berlin. Als Schüler war er Mitglied der Berith Trumpeldor, des Jung-Jüdischen Wanderbunds, der Borochnow-Jugend und des Jüdischen Arbeiterkulturvereins. 1928 trat er in den Kommunistischen Jugendverband Deutschlands (KJVD) ein.
Bis 1930 erlernte Kormes den Beruf des Schlossers. 1930 trat er der Roten Hilfe Deutschlands (RHD) und der Revolutionären Gewerkschaftsopposition (RGO) bei. Von 1930 bis 1933 war er beim Zentralverein Deutscher Staatsbürger Jüdischen Glaubens angestellt.
Nach der Machtübernahme der Nationalsozialisten und dem Verbot kommunistischer Betätigung durch die Reichstagsbrandverordnung leistete Kormes illegale politische Arbeit. Im März 1933 wurde er verhaftet und wegen „Vorbereitung zum Hochverrat“ zu 18 Monaten Haft verurteilt, die er in Berlin-Moabit und Cottbus absaß. Nach seiner Entlassung wurde ihm wegen seiner jüdischen Abstammung die deutsche Staatsbürgerschaft entzogen und er wurde 1934 als „unerwünschter Ausländer“ nach Polen ausgewiesen.
Nach dem Ausbruch des Spanischen Bürgerkriegs schloss sich Kormes Ende 1936 den internationalen Brigaden an und kämpfte in der 11. Internationalen Brigade, dem sogenannten Thälmann-Bataillon, an der Seite der republikanischen Kräfte. Im Juni 1937 wurde er schwer verwundet und geriet in Gefangenschaft. Bis 1943 war er in verschiedenen Gefängnissen und Lagern in Spanien interniert und konnte dann, durch Vermittlung des polnischen Roten Kreuzes, im Rahmen eines Gefangenenaustausches nach Marokko ausreisen.
In Casablanca schloss sich Kormes 1943 der britischen Armee an, zunächst als Zivilangestellter und Dolmetscher in Marokko und Algerien, später als Soldat beim Pioniercorps. 1944 trat er in die US-amerikanische Armee ein und wurde Mitarbeiter und Dolmetscher beim Nachrichtendienst Office of Strategic Services (OSS). 1945 ließ er sich für Fallschirmeinsätze in Italien ausbilden, kam jedoch bis zum Ende des Zweiten Weltkriegs nicht mehr zum Einsatz.

### Funktionär und politisch Verfolgter in der frühen DDR
Nach dem Ende des Krieges kehrte Kormes im Juni 1945 als amerikanischer Soldat nach Berlin zurück. Er erneuerte seine Mitgliedschaft in der Kommunistischen Partei Deutschlands (KPD) und wurde deren hauptamtlicher Funktionär. Zunächst war er Mitarbeiter in der Dienststelle der Opfer des Faschismus (OdF), dann Dolmetscher beim stellvertretenden Bezirksbürgermeister und Leiter der Polizei-Inspektion Berlin-Neukölln und schließlich Referent der Abteilung Ernährung, Landwirtschaft und Forsten in der Provinzialverwaltung Brandenburg.
1946 wurde Kormes nach der Zwangsvereinigung der Sozialdemokratischen Partei Deutschlands (SPD) mit der KPD in der sowjetisch besetzten Zone Deutschlands (SBZ) Mitglied und Funktionär der Sozialistischen Einheitspartei Deutschlands (SED). 1946/47 war er Sekretär des SED-Landesvorstands Brandenburg und Kaderleiter des SED-Kreisverbandes Potsdam. 1947 wurde er persönlicher Referent von Willy Sägebrecht und Mitglied des SED-Landesvorstands Brandenburg, 1948 Lehrer an der SED-Landesparteischule in Potsdam und 1949 Kaderleiter im Staatssekretariat für Erfassung bei der Deutschen Wirtschaftskommission (DWK), die in der SBZ bis zur Gründung der DDR regierungsähnliche Funktionen ausübte.
Anfang der 1950er Jahre kam es in den sowjetisch besetzten Staaten und der UdSSR selbst zu stalinistischen Säuberungen, die sich gegen Juden und Personen, die während der Zeit des Nationalsozialismus in westeuropäischen Ländern oder den Vereinigten Staaten gelebt hatten, sogenannte Westemigranten, richtete. Diesen wurde pauschal unterstellt, politisch unzuverlässig und potenzielle Spione des Westens zu sein. 1951 verlor auch Kormes im Zuge der Noel-Field-Affäre und unter dem Vorwurf von „Verbindungen mit amerikanischen Spionageorganisationen“ alle Funktionen. 1951 war er als Kulturdirektor im VEB Schering in Berlin-Adlershof, 1952 in gleicher Funktion im VEB Reifenwerk in Fürstenwalde tätig. Im Januar wurde Kormes in der Folge des Slánský-Prozesses aus der SED ausgeschlossen. Von 1953 bis 1956 arbeitete er als Schweißer im VEB Gaselan in Fürstenwalde.
1955, nach dem Tod Stalins, wurde die Säuberungsaktion in Teilen revidiert. Kormes' Parteiausschluss wurde von der Zentralen Parteikontrollkommission (ZPKK) rückgängig gemacht und in eine Rüge umgewandelt. Im November 1955 wurde er erneut Mitglied der SED. 1957/58 war Kormes Kaderleiter im Deutschen Innen- und Außenhandel Nahrung in Berlin.

### Diplomat der DDR
Von 1958 bis 1960 absolvierte Kormes einen Dreijahreslehrgang an der Parteihochschule „Karl Marx“, erwarb das Diplom in Gesellschaftswissenschaften und wurde dann leitender Mitarbeiter im diplomatischen Dienst der DDR. Von 1960 bis 1963 war er Handelsrat der DDR-Botschaft in Rumänien. Von 1963 bis 1966 war er stellvertretender Leiter der 3. Europäischen Abteilung im Ministerium für Auswärtige Angelegenheiten der DDR (MfAA) in Ost-Berlin, zuständig für Südosteuropa. 1966 kehrte er als Botschaftsrat nach Rumänien zurück.
1969 wurde Kormes, als Nachfolger von Eleonore Staimer, Botschafter der DDR in Jugoslawien. 1973 kehrte er nach Ost-Berlin zurück. 1973 war er Verhandlungsbevollmächtigter der DDR bei Gesprächen über die Herstellung diplomatischer Beziehungen mit Griechenland. 1974 wurde er im Rang eines Botschafters im MfAA Leiter der DDR-Delegation der Grenzkommission DDR – Bundesrepublik Deutschland. In dieser Funktion unterzeichnete er am 29. November 1978 in Bonn eine Regierungserklärung in Form des „Protokolls zwischen der Regierung der Deutschen Demokratischen Republik und der Regierung der Bundesrepublik Deutschland über die Überprüfung, Erneuerung und Ergänzung der Markierung der zwischen der Deutschen Demokratischen Republik und der Bundesrepublik Deutschland bestehenden Grenze, die Grenzdokumentation und die Regelung sonstiger mit dem Grenzverlauf im Zusammenhang stehender Probleme“, die Verbesserungen im deutsch-deutschen Grenz- und Transitverkehr mit sich brachte.
Von 1979 bis 1981 war Kormes, als Nachfolger von Helmut Bauermeister, Botschafter der DDR in Ecuador und ging dann in den Ruhestand.
Nachdem Kormes seinen aktiven Dienst beendet hatte, war er zeitweise Präsident der Freundschaftsgesellschaft DDR – Ecuador bei der Liga für Völkerfreundschaft, stellvertretender Vorsitzender der Sektion Spanienkämpfer und von 1982 bis 1985 Mitglied der Zentralleitung des Komitees der Antifaschistischen Widerstandskämpfer, Mitglied des Generalrats der Fédération Internationale des Résistants (FIR) und stellvertretender Vorsitzender der Gemeinschaft ehemaliger republikanischer Spanienkämpfer in Deutschland. Nach der Umwandlung der SED in die Partei des demokratischen Sozialismus (PDS) 1990 blieb er deren Mitglied.
Kormes verstarb an den Folgen eines Verkehrsunfalls. In der Zehdenicker Straße 12A in Berlin ist ein Stolperstein für ihn verlegt worden. Sein Nachlass befindet sich im Bundesarchiv.

## Ehrungen
- 1975 Banner der Arbeit Stufe 1 (DDR)
- 1979 Vaterländischer Verdienstorden (DDR)
- Medaille für Kämpfer gegen den Faschismus 1933 bis 1945 (DDR)

## Schriften (Auswahl)
- mit H. Maaßen (Hrsg.): Carmen. Prosa über den spanischen Krieg aus der Zeitschrift »Das Wort« 1936 bis 1939. Eine Anthologie, Berlin 1986.